# Пари (буква)
Пари (პ, груз. პარი) — пятнадцатая буква современного грузинского алфавита и семнадцатая буква классического грузинского алфавита.

## Использование
В грузинском языке обозначает звук [pʼ]. Числовое значение в изопсефии — 80 (восемьдесят).
Также используется в грузинском варианте лазского алфавита, используемом в Грузии. В латинице, используемой в Турции, ей соответствует p̌ или pʼ.
Ранее использовалась в абхазском (1937—1954) и осетинском (1938—1954) алфавитах на основе грузинского письма, после их перевода на кириллицу в абхазском была заменена на п, а в осетинском — на пъ.
В системах романизации грузинского письма передаётся как p (ISO 9984, BGN/PCGN
1981, ALA-LC), pʼ (национальная система, BGN/PCGN 2009). В грузинском шрифте Брайля букве соответствует символ ⠏ (U+280F).

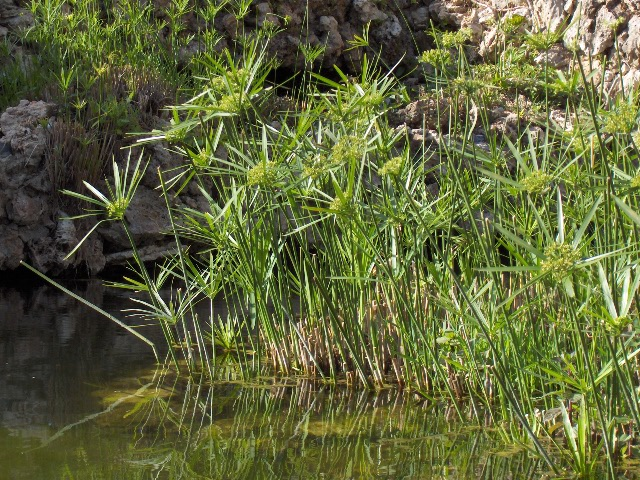
პაპირი (папири) — Папирус

## Написание
| Асомтаврули | Нусхури | Мхедрули |
| ----------- | ------- | -------- |
|             |         |          |

## Кодировка
Пари асомтаврули и пари мхедрули включены в стандарт Юникод начиная с самой первой его версии (1.0.0) в блоке «Грузинское письмо» (англ. Georgian) под шестнадцатеричными кодами U+10AE и U+10DE соответственно.
Пари нусхури была добавлена в Юникод в версии 4.1 в блок «Дополнение к грузинскому письму» (англ. Georgian Supplement) под шестнадцатеричным кодом U+2D0E; до этого она была унифицирована с пари мхедрули.
Пари мтаврули была включена в Юникод в версии 11.0 в блок «Расширенное грузинское письмо» (англ. Georgian Extended) под шестнадцатеричным кодом U+1C9E.